# Piatra Șoimului
Piatra Șoimului là một xã thuộc hạt Neamț, România. Dân số thời điểm năm 2002 là 7943 người.